# 安岡力也
安岡 力也 （やすおか りきや、1947年〈昭和22年〉7月19日 - 2012年〈平成24年〉4月8日） は、日本の俳優・ロック歌手・キックボクサー・タレント。シャープ・ホークスのボーカル。イタリア名：リカルド・ニコ・バレンティーノ（安岡力也は日本国籍名）。身長187cm、体重108kg、血液型はO型。イタリア・ジェノヴァもしくは宮城県仙台市出身。埼玉県行田市育ち。長良グループ所属。
デビュー以来、本名の「安岡力也」名義で活動していたが、「安岡リキヤ」と表記していた時期もある。2001年、離婚を機に姓のない芸名「力也」に改名したが、2010年からは再び「安岡力也」名義で活動した。子は俳優の安岡力斗。

## 来歴
シチリアンマフィアの祖父と父を持ち、イタリア人の父と日本人の母の間にジェノヴァで生まれる。6歳のとき、父の死亡に伴い日本へ帰国したとされる。一方、東京スポーツで生前の2011年4月に掲載された自身の連載「息子へ」では、祖父・父ともシシリーのマフィアであり、米軍と癒着していた関係で来日し、日本人で教師の母との間に宮城県仙台市で生まれた。その後母親と転居を繰り返した後、4歳から埼玉県行田市の祖母宅で育った。父は表向きは貿易商でイタリアと日本を往復したため、父が日本にいる時は麻布の父宅によく行ったが、イタリアで育ったことはないと話している。
高校在学中の1964年に、東宝映画『自動車泥棒』に混血児の少年役で主演し、芸能界デビュー。その後、グループ・サウンズ「シャープ・ホークス」にボーカルとして参加し、1966年にはシングル『ついておいで』でキングレコードよりレコードデビューを果たす。同年末に発売したシングル『遠い渚』と翌1967年夏発売で新メンバーとしてジミー・レノンを加えレコーディングした『海へ帰ろう』がグループの代表曲となりザ・タイガースにとって最初のライバルグループとなる。
シャープ・ホークスと並行して一時期は、ヘビー級とミドル級でキックボクサーをしており、4試合で3勝1敗の成績を残した。ただし相手は素人が多かったと自ら述べている。後に山上ボクシングスポーツジムの副会長も務めていた。1969年にグループ解散後は主に俳優として活動。東映では若山富三郎の派閥に属して、山城新伍の下についていた。仕事を干されていた時期に梅宮辰夫の口利きで梅宮主演映画『不良番長シリーズ』にレギュラー出演して以降、梅宮を兄貴分として信奉している。
1973年の千葉真一主演作品『ボディガード牙シリーズ』を皮切りに、キックボクシングの経験と体格の良さで、東映が製作する千葉や志穂美悦子主演の格闘映画に次々と出演していった。1975年の映画『少林寺拳法』に出演をしたのが縁で少林寺拳法を稽古し、最終的に伍段を允許されている。テレビ番組で相手の回し蹴りに対し、「喧嘩じゃあ、内側に回りこむこういう技がある」と、払い受け段突きを披露していた。
1982年11月に、『オレたちひょうきん族』の1コーナーである「タケちゃんマン」に出演中、台詞である「ほら貝」を「ほたて貝」と思わず間違えて言ってしまったのをきっかけに「ホタテマン」として出演。上下関係には厳しく、強面の風貌とは裏腹に洒落というのを自身で理解出来ており、バラエティ番組などでも重宝されていた。『ひょうきん』でも共演していたビートたけしとは、仕事終わりに毎晩のように遊郭に行っていたという。以降、1980年代からは、バラエティ番組にも進出。2001年、春日井製菓のコマーシャルで「黒飴マン」に扮した。
1984年に結婚、14年ほど結婚生活は続いたが、力也の女性問題を理由に離婚。妻との間に一男一女をもうけた。離婚後は長男の親権を取り、男手ひとつで育ててきた。長男に対する愛情は非常に深く、晩年療養生活が続いていた頃には彼の見舞いをことのほか楽しみにしていたという。前妻との間にもうけた娘がおり、力也という名の孫が居ることを死去の6日前のブログで披露していた。
2005年に肝臓病で入院、一時復帰したが2006年6月下旬にギラン・バレー症候群罹患である疑いのため東京都内の病院に入院、同年7月から出演予定だった舞台を降板して、2008年時点では山梨県の病院でリハビリをしていた。2009年8月にはキックボクシングのKICKGUTSの大会で公の場に姿を見せ、肩を借りて歩いている姿が目撃された。この療養生活で、かつての100kg以上の強靱な肉体は、一時70kg台にまで激減したが、療養生活を終える頃には元の体格に戻っている。
2010年5月17日放送の『徹子の部屋』にリハビリ後の復帰初仕事として出演。かつてはヘビースモーカーだったが、大病を患ってから禁煙、禁酒を始めたと語り、復帰とともに芸名を安岡力也に戻した。同年8月30日から9月1日にかけて、肝細胞癌、C型肝硬変のため、日本赤十字社医療センターで長男の提供による生体肝移植手術を受けた。しかし2012年4月6日に容態が急変し、一時血圧も50まで低下。一時小康状態を保ったが、同月8日午前6時に東京都内の病院で心不全により死去した。64歳没。幼馴染の稲川淳二は、訃報を聞き「（彼は）シャイでとても優しかった」とコメントした。中学生になると一時疎遠になるが、芸能界入りした後にばったり再会し、以後交友が続いていた。5月24日に東京都港区の青山葬儀所にて、梅宮辰夫が発起人となり
お別れの会が執り行われ、長年親交が深かった内田裕也、堺正章、中村玉緒などが参列、その死を偲んだ。戒名は「鑑薔院濤力仁道大居士」（かんしょういんとうりきじんどうだいこじ）。堺は「飲み会で金がない時に貸してやったら、その翌朝に返金してくるような律儀な男」と力也の人柄を表現している。墓所は千葉県君津市の圓明院。同月27日に四十九日法要並びに納骨式が執り行われた。

## 人物
- 王様ゲームの開発者であるとされる[26]。ただし、これについては諸説あるため、断定することが難しい。
- 松田優作とは盟友で、松田が生前に病気のことを告白していたのは撮影関係者では安岡のみである。松田の葬儀にて「どっちが喧嘩強いんだろう、なんて話してた」と気丈にエピソードを語っていた安岡だったが、「もうどちらが強いか試す機会も無くなったのですね……」というインタビュアーの言葉に絶句、悔しそうにボロボロと涙を落とし「あいつとは喧嘩ももう出来ないんだよ……喧嘩も出来ねぇんだ……」と嗚咽した。[要出典]
- 赤坂のディスコでプロレスラーアブドーラ・ザ・ブッチャーと一悶着あり喧嘩になった際、ブロックで頭を殴り負傷させた。その後ブッチャーと偶然再会して意気投合、以後親交を深めたという[27][26]。
- 2004年の広島市長選挙に立候補した古葉竹識の応援演説に登場したが、落選した。
- 『オレたちひょうきん族』出演の時に「タケちゃんマン」や「ひょうきんベストテン」のコーナーにてホタテマンを演じ、評判となり『ホタテのロックンロール』をリリース。民放の歌番組にも出演し、約40万枚のヒット曲となった。これがきっかけでホタテ普及に貢献した事が認められ、後日北海道のホタテ漁業組合から感謝状が贈られた。これまで子供嫌いだった安岡は、子供好きとなり結婚後、一人息子の力斗が産まれてからは子煩悩であり、息子の学校行事によく参加していた。後に春日井製菓のCMにて「黒飴マン」を演じた。
- 性格について、古くからのグループサウンズ仲間は「意外と可愛いところがある」（エディ藩）「本当はかなりおとなしい性格」（瞳みのる）と振り返っている[28]。
- 元祖どっきりカメラで、若山富三郎・清川虹子らにドッキリを仕掛けられ、ハラハラさせられた経験がある。

## 出演作品

### テレビドラマ
- キイハンター （1972年、TBS / 東映）
  - 第203話「突撃! ニッポンどぶねずみ強盗団」
  - 第219話「サイコロGメン 冥土の子連れ作戦」 - 雪村
  - 第222話「東京－札幌殺しの為の56分」
  - 第225話「大空のギャング現金強奪作戦」 - 尾形
  - 第235話「脱獄囚バッドファーザー」 - ジョー
- アイフル大作戦 第7話「今晩わ! 悪魔のノック」（1973年、TBS / 東映）
- プレイガールシリーズ （12ch / 東映）
  - プレイガール 第218話「夜歩く死美人」（1973年） - 黒井
  - プレイガールQ （1975年） 
    - 第41話「放送300回記念・東京エマニエル夫人」 -　ジョー
    - 第43話「ハイティーン裸の暴走族」 - 横田
- バーディー大作戦 第12話「縛り首の木のある恐い町」（1974年、TBS / 東映）
- 闘え!ドラゴン 第17話「怪異魔人拳!!」（1974年、東京12チャンネル / 宣弘社）
- 警視-K 第13話「マイ・シュガー・ベイブ」（1980年、日本テレビ / 勝プロ）- ヒットマン
- 刑事ヨロシク （1982年、TBS） - 安藤
- AカップCカップ （1983年、テレビ東京）
- 部長刑事 第1296話「暴排刑事シリーズ 4匹のサソリが来た!」（1983年、朝日放送）
- 三姉妹探偵団 （1986年、フジテレビ）
- セーラー服反逆同盟 （1986年、日本テレビ / ユニオン映画） - 暴力教師・佐伯
- 誇りの報酬 第45話「暴走! 芹沢刑事」（1986年、日本テレビ / 東宝）
- ベイシティ刑事 第3話「グッドバイ・わが愛しき友よ!」（1987年、テレビ朝日 / 東映） - 早乙女薫
- 火曜サスペンス劇場 （日本テレビ）
  - 「グルメを料理する十の方法」（1987年、円谷プロダクション）
  - 「"天使の復讐"殺人事件」（1987年、磯田事務所）
- あきれた刑事 第1話「悪人志願」（1987年、日本テレビ / セントラル・アーツ）
- ハングマンGOGO 第16話「緊急指令・本日限リデ解散セヨ!」（1987年） - 柴崎
- 必殺スペシャル・秋 仕事人vs仕事人 徳川内閣大ゆれ! 主水にマドンナ （1989年、朝日放送 / 松竹） - 関取くずれの力
- 次郎長三国志 （1991年、テレビ東京 / 松竹） - 保下田の久六
- 世にも奇妙な物語 息子帰る （1991年、フジテレビ）
- マジカル頭脳パワー!! マジカルミステリー劇場「安岡力也片想い♡殺人事件」（1991年、日本テレビ）
- 半七捕物帳 第7話「ろくでなし」（1992年、日本テレビ / ユニオン映画） - 虎吉
- 豆腐屋直次郎の裏の顔 第9-10話（1992年9月8、15日、朝日放送 / アズバーズ） - 岡安徹
- HOTEL 第4シリーズ （1995年、TBS）
- 土曜ワイド劇場 「復讐法廷」（1997年、テレビ朝日） - 井上徹
- 恋する京女将 音姫千尋の事件簿 - 遠藤信平
- 冠婚葬祭探偵 （2007年、TBS） - 田尻篤史
- 明日があるさ  (日本テレビ)

### 映画
- 自動車泥棒 （1964年、東宝）
- 野良猫ロック セックス・ハンター （1970年、日活）
- ネオン警察 ジャックの刺青（1970年、ダイニチ映配）
- 不良番長シリーズ （東映）
  - 不良番長 出たとこ勝負 （1970年）
  - 不良番長 やらずぶったくり （1971年）
  - 不良番長 手八丁口八丁 （1971年）
  - 不良番長 のら犬機動隊 （1972年）
  - 不良番長 一網打尽 （1972年） - アパッチ
  - 不良番長 骨までしゃぶれ （1972年） - キック
- やくざと抗争 実録安藤組（1973年、東映） - 黒木力
- 非情学園ワル （1973年、東映）
- 非情学園ワル 教師狩り （1973年、東映）
- ボディガード牙 （1973年、東映） - ドウベ
- ボディガード牙 必殺三角飛び （1973年、東映）
- 実録安藤組 襲撃篇 （1973年、東映）
- 非情学園ワル ネリカン同期生 （1974年、東映）
- 暴力街（1974年、東映） - ジョージ
- 安藤組外伝 人斬り舎弟 （1974年、東映）
- 直撃! 地獄拳 （1974年、東映） - ローンウルフ
- 直撃地獄拳 大逆転 （1974年、東映）
- 極道VS不良番長 （1974年、東映）
- 女必殺拳 危機一発 （1974年、東映）
- 少林寺拳法  (1975年、東映) - 竹原
- ウルフガイ 燃えろ狼男（1975年、東映）
- けんか空手 極真無頼拳 （1975年、東映）
- 華麗なる追跡 （1975年、東映）
- トラック野郎・御意見無用 （1975年、東映） - 柴田
- エロチックな関係 （1978年、日活）
- ワニ分署 （1979年、日活）
- 餌食 （1979年、東映）
- 野獣死すべし （1980年、角川春樹事務所 / 東映）
- 戦争の犬たち （1980年、アサルトプロ）
- ヨコハマBJブルース （1981年、東映）
- 嗚呼!おんなたち 猥歌（1981年、にっかつ）
- 吼えろ鉄拳 （1981年、東映）
- 獣たちの熱い眠り（1981年、東映）
- セクシーぷりん・癖になりそう（1981年、にっかつ） - 渋田
- 水のないプール （1982年、東映セントラルフィルム / 若松プロ）
- 俗物図鑑（1982年） 西条圭一
- 十階のモスキート （1983年、ニュー・センチュリー・プロデューサーズ） - 友野金融 矢沢
- 唐獅子株式会社 （1983年、東映）- 石倉
- 伊賀野カバ丸 （1983年、東映）
- 火まつり （1985年、シネセゾン）
- タンポポ （1985年、東宝 / 伊丹プロ） - ピスケン
- コミック雑誌なんかいらない! （1986年、ニュー・センチュリー・プロデューサーズ） - バーの客
- おニャン子ザ・ムービー 危機イッパツ!（1986年、東宝）
- 新宿純愛物語 （1987年、東映） - 白井組鈴村
- さらば愛しき人よ（1987年、松竹）
- 塀の中のプレイボール （1987年、松竹） - 深田
- 極道の妻たちII （1987年、東映）
- 悪魔の毒々モンスター 東京へ行く （1988年、アメリカ）
- フライング 飛翔（1988年） - 呑龍
- 座頭市 （1989年、松竹 / 勝プロ） - 五右衛門一家 用心棒
- 彼女が水着にきがえたら（1989年、東宝） - ハロルド・ダック
- ブラック・レイン （1989年、パラマウント映画） - 菅井国雄の用心棒
- 本気!（1991年、東映） - 小谷
- 必殺!5 黄金の血 （1991年、松竹） - 腕助
- いつかギラギラする日 （1992年、松竹） - 靴屋の主人(銃刀器の売人)
- 武闘の帝王（1993年、ヒーロー）- 丹羽
- 新極道の妻たち 惚れたら地獄 （1994年、東映）
- 極つぶし（1994年、ケイエスエス） - 常濃組若頭 花輪兆治(元警官)
- やくざ道入門（1994年、バンダイビジュアル）
- 病院なんか怖くない。ボクが病気になった理由2（1994年） - 白鳥良介
- 修羅がゆく （1995年 - 2000年、Knack / アルゴ・ピクチャーズ） - 関東木曜会本部長・春田組組長 春田昇
- 極道三国志（1998年、東映ビデオ）- 鬼頭辰起
- LADY PLASTIC（2001年、ハマーズ） - 木下草平
- 修羅のみち1-11（2001年 - 2005年、東映ビデオ）- 関東共住会幹事長・倉益組組長 倉益良吉
- 新・仁義の墓場 （2002年、大映 / 東映ビデオ）
- すてごろ 梶原三兄弟激動昭和史 （2003年、「すてごろ」制作委員会） - 外国人プロレスラー
- 首領への道 劇場版 前編 （2003年、村上劇画プロ / シネマ・クロッキオ）- 島田組若頭 成田正次
- IZO （2004年、IZOパートナーズ） - やくざの貸元
- 少年と星と自転車 （2004年）- 矢部乙松

### Vシネマ
- ネオチンピラ 鉄砲玉ぴゅ〜（1990年、東映ビデオ＝東北新社） - 菊池
- 空想科学任侠伝 極道忍者ドス竜（1990年） - 乱獣寺組組長
- お嬢さま刑事 ギャル・ザ・コップ（1990年）
- タフ PART 1 -誕生篇- （1990年）
  - タフ PART 2 -復讐篇- （1991年）
- マドンナの復讐（1991年）
- ジゴロ・コップ 六本木・赤坂 美少年倶楽部（1991年）
- 豪快さん 嵐のカツ丼（1992年）
- こちら凡人組（1992年） - 凡人組若頭補佐 土方道彦
  - 続・こちら凡人組（1992年） - 凡人組若頭補佐 土方道彦
- 俺達は天使(カタギ)じゃない（1993年、安部譲二原作、三池崇史監督） - 主演
- 新書ワル4 決着篇（1994年）
- プリズンホテル（1996年）
- ふたつの顔を持つ男 鉄爪(トリガー)（1996年） - 主演・十文字力
- 突撃 ラクガキ愚連隊（1997年）
- 兎-野性の闘牌-（1998年） - 山城連合会長
- 銀鮫 銀座金融伝説（1999年）
- 日本極道史シリーズ
  - 日本極道史 仁義絶叫2 修羅の仁義（1999年） - 焼き鳥屋の大将 カキザキ
  - 日本極道史 龍神三兄弟（2000年）全2作 - 天満島田組組長 島田栄五郎
- ケンカ包丁 義（2000年、東映ビデオ） -  市野興業 市野(元 立板)
  - ケンカ包丁 義2（2000年、東映ビデオ） - フランス料理店 料理人 市野(元 立板、元 市野興業)
- 示談屋（2000年） - 三蛇組組長 三蛇
- 雀狼伝2,3（2000年） - コタニ(日本料理屋の大将)
- 闇の天使〜DREAM ANGELS（2001年、ケイエスエス）※特別出演
- 銭牝（2001年）
- 殺しの軍団（2001年）
  - 殺しの軍団 関西制圧への道（2001年）
- 極道ジハード 〜聖戦〜（2001年）
- 民事介入暴力 非合法領域（2002年） - 郷田組組長 郷田サトル ※特別出演
- 残侠伝説 覇王道（2002年） - 浦賀組組長代行 鶴田組組長 鶴田
- 新・空手バカ一代2（2003年）
- 実録・北海道やくざ戦争 北海の挽歌（2003年） - 斉藤茂造の兄弟分 大木栄一
- 実録・九州やくざ烈伝 兇健と呼ばれた男（2003年）
- 実録・山陽道やくざ戦争 覇道 完結編（2003年）
- 実録・北九州ヤクザ戦争 侠嵐（2004年）
  - 実録・北九州ヤクザ戦争 侠嵐 完結編（2004年）
- 新・日本の首領（2004年）- 義仁会若頭 後藤賢治
- 実録・関東やくざ戦争2 修羅の代紋（2004年、GPミュージアム） - 錦城会常任相談役 大林孝次
- 実録・九州やくざ抗争 誠への道（2006年） - 初代大場一家総長 大場由昭
- 極道の紋章 第11章〜第15章（2010年 - 2011年） - 関東睦会会長 弘和会総裁 権藤伊佐夫

### 劇場アニメ
- 機関車先生（1997年） - 美作重太郎

### 舞台
- ロッキー・ホラー・ショー

### バラエティ
- オレたちひょうきん族 - ホタテマン
- 桃色学園都市宣言!!
- タミヤRCカーグランプリ - 司会
- クイズ・ドレミファドン!
- タモリのボキャブラ天国- 藤原喜明とコントを披露
- 壮絶バトル!花の芸能界
- クイズ世界はSHOW by ショーバイ!!
- DABO銀 - 司会

### ラジオ
- 安岡力也でファイト

### CM・広告活動
- サッポロ一番 ほたてラーメン  （ほたて味らーめん、サンヨー食品） - ホタテマンに扮し、CMソングも歌っていた。
- BASFジャパン ハイポジション用カセットテープ「CR-X」 - ホタテマン名義として起用された。
- ほたて風味フライ （かねてつ食品） - ホタテマンの格好で出演。
- 春日井製菓 黒あめ - 黒あめマンに扮し、「♪黒あめなめなめ、黒あめなめなめ、黒あめなめてみろ♪」とCMソングを歌っていた[29]。

### ゲーム
- TERRORS 2（ワンダースワン、2000年、バンダイ）

## ディスコグラフィ

### シングル
| 1st                                              | 1970年        | EP           | US-690 | A | 禁じられた一夜                                   | なかにし礼               | 鈴木邦彦     | 鈴木邦彦        | 鈴木邦彦 | 鈴木邦彦 |
| 1st                                              | 1970年        | EP           | US-690 | B | 傷心のブルース                                   | なかにし礼               | 鈴木邦彦     | 鈴木邦彦        | 鈴木邦彦 | 鈴木邦彦 |
| 2nd                                              | 1971年        | EP           | US-704 | A | 奇蹟は一度でいい                                 | 阿久悠                   | 鈴木邦彦     | 鈴木邦彦        | 鈴木邦彦 | 鈴木邦彦 |
| 2nd                                              | 1971年        | EP           | US-704 | B | 地獄に堕ちても                                   | 阿久悠                   | 鈴木邦彦     | 鈴木邦彦        | 鈴木邦彦 | 鈴木邦彦 |
| 3rd                                              | 1971年        | EP           | US-722 | A | 裁きは終った                                     | 千家和也                 | 鈴木邦彦     | 馬飼野俊一      |          |          |
| 3rd                                              | 1971年        | EP           | US-722 | B | 一番列車にのって                                 | 千家和也                 | 鈴木邦彦     | 馬飼野俊一      |          |          |
| ワーナー・パイオニア／アトランティック・レコード |               |              |        |   |                                                  |                          |              |                 |          |          |
| 4th                                              | 1983年        | EP           | K-1522 | A | ホタテのロックン・ロール                         | 城悠輔・横澤彪・内田裕也 | 加瀬邦彦     | SQUAT           |          |          |
| 4th                                              | 1983年        | EP           | K-1522 | B | 怒りの天使                                       | 阿木燿子                 | 宇崎竜童     | SQUAT           |          |          |
| ワーナー・パイオニア／パイオニア・レコード       |               |              |        |   |                                                  |                          |              |                 |          |          |
| -                                                | 1983年        | EP（非売品） | WLS-25 | A | ホタテのラーメンロック                           | 井田努・高木凡昇         | はやし・こば | はやし・こば    |          |          |
| -                                                | 1983年        | EP（非売品） | WLS-25 | B | ホタテのラーメンロック（コーラス入り, カラオケ） |                          | はやし・こば | はやし・こば    |          |          |
| ガウスエンタテインメント                         |               |              |        |   |                                                  |                          |              |                 |          |          |
| 安岡力也&木の葉のこ                              | 1998年9月19日 | 8cmCD        | GADR-4 | 1 | 王様ゲーム                                       | 蘭一二三                 | 蘭一二三     | OUGNAFOLA Bros. |          |          |

### タイアップ一覧
| 曲名                   | タイアップ                                                    | 収録作品                           |
| ---------------------- | ------------------------------------------------------------- | ---------------------------------- |
| 禁じられた一夜         | 日活映画／『野良猫ロック「セックス・ハンター」』主題歌        | シングル「禁じられた一夜」         |
| ホタテのラーメンロック | サンヨー食品『サッポロ一番 ホタテ味ラーメン』CMソング         | シングル「ホタテのラーメンロック」 |
| 王様ゲーム             | 第一興商通信カラオケ「DAM」オリジナル"王様ゲーム"テーマソング | シングル「王様ゲーム」             |